# Strażnica KOP „Rachowicze”
Strażnica KOP „Rachowicze” – zasadnicza jednostka organizacyjna Korpusu Ochrony Pogranicza pełniąca służbę ochronną na granicy polsko-sowieckiej.

## Formowanie i zmiany organizacyjne
W 1925, w składzie 5 Brygady Ochrony Pogranicza, został sformowany 15 batalion graniczny. W 1928 w skład batalionu wchodziło 12 strażnic. Strażnica KOP „Rachowicze” w 1928 i 1931  funkcjonowała w 1 kompanii granicznej KOP „Rachowicze”, a w 1938 i 1939 strażnica znajdowała się w strukturze 3 kompanii KOP ”Hawrylczyce” batalionu KOP „Ludwikowo”. Strażnica liczyła około 18 żołnierzy i rozmieszczona była przy linii granicznej z zadaniem bezpośredniej ochrony granicy państwowej.
Strażnicę z macierzystą kompanią łączyła droga polna długości 26 km.

## Służba graniczna
Podstawową jednostką taktyczną Korpusu Ochrony Pogranicza przeznaczoną do pełnienia służby ochronnej był batalion graniczny. Odcinek batalionu dzielił się na pododcinki kompanii, a te z kolei na pododcinki strażnic, które były „zasadniczymi jednostkami pełniącymi służbę ochronną”, w sile półplutonu. Służba ochronna pełniona była systemem zmiennym, polegającym na stałym patrolowaniu strefy nadgranicznej, wystawianiu posterunków alarmowych, obserwacyjnych i kontrolnych stałych, patrolowaniu i organizowaniu zasadzek w miejscach rozpoznanych jako niebezpieczne, kontrolowaniu dokumentów i zatrzymywaniu osób podejrzanych, a także utrzymywaniu ścisłej łączności między oddziałami i władzami administracyjnymi. Strażnice KOP stanowiły pierwszy rzut ugrupowania kordonowego Korpusu Ochrony Pogranicza.
Strażnica KOP „Rachowicze” w 1938 ochraniała pododcinek granicy państwowej szerokości 6 kilometrów 920 metrów od słupa granicznego nr 1021 do 1028.
Sąsiednie strażnice:
- strażnica KOP „Zagorje” ⇔ strażnica KOP „Wielki Las” - 1928[2]
- strażnica KOP „Chutor Jaśkowickie” ⇔ strażnica KOP „Jaśkowicze” – 1931
- strażnica KOP „Dobre” ⇔ strażnica KOP „Jaśkowicze” - 1938[4]